# Hansjörg Tauscher
Hansjörg Tauscher (Oberstdorf, 15 settembre 1967) è un ex sciatore alpino tedesco, campione del mondo nella discesa libera a Vail 1989.
Fino alla riunificazione tedesca (1990) gareggiò per la nazionale tedesca occidentale.

## Biografia
Tauscher, specialista delle prove veloci, debuttò in campo internazionale in occasione dei Mondiali juniores di Sugarloaf 1984 e l'anno dopo, nella rassegna iridata giovanile di Jasná 1985, vinse la medaglia d'argento nella discesa libera, preceduto solo dall'italiano Giorgio Piantanida. In Coppa del Mondo ottenne il primo piazzamento l'8 marzo 1987 ad Aspen, classificandosi 14º in supergigante, mentre l'anno successivo esordì ai Giochi olimpici invernali e a Calgary 1988 si piazzò 20º nella discesa libera. Il 6 febbraio 1989 ottenne il risultato più prestigioso della sua carriera vincendo la medaglia d'oro nella discesa libera ai Mondiali di Vail, sua prima presenza iridata; due anni dopo ai Mondiali di Saalbach-Hinterglemm 1991 si piazzò 15º nel supergigante e 11º nella combinata.
Conquistò il suo unico podio in Coppa del Mondo giungendo 3º nella discesa libera di Garmisch-Partenkirchen dell'11 gennaio 1992; nella stessa stagione ai XVI Giochi olimpici invernali di Albertville 1992 ottenne il 7º posto nella discesa libera, suo miglior risultato nella competizione, e il 21º nel supergigante. Si congedò dai Campionati mondiali con il 33º posto nella discesa libera di Morioka 1993 e dai Giochi olimpici invernali a Lillehammer 1994, dove si classificò 25º nella discesa libera e 21º nel supergigante. Si ritirò dall'attività agonistica in quello stesso 1994 e la sua ultima gara in carriera fu il supergigante di Coppa del Mondo disputato a Tignes l'11 dicembre, che chiuse al 23º posto.

## Palmarès

### Mondiali
- 1 medaglia:
  - 1 oro (discesa libera a Vail 1989)

### Mondiali juniores
- 1 medaglia:
  - 1 argento (discesa libera a Jasná 1985)

### Coppa del Mondo
- Miglior piazzamento in classifica generale: 28º nel 1989
- 1 podio:
  - 1 terzo posto

### Campionati tedeschi
- 3 medaglie (dati parziali fino alla stagione 1985-1986)[1]:
  - 2 ori (supergiante nel 1991; discesa libera nel 1992)
  - 1 bronzo (supergigante nel 1992)